# Венёвский кремль
Венёвский кремль — не сохранившаяся деревянная крепость в Венёве Тульской области.

## Описание
Первоначальный Венёв находился в селе Архангельском на реке Осётр, где Писцовая книга 1571—1572 годов отмечала Венёвское городище. Основанная в начале 1560-х новая Венёвская крепость находилась на высоком мысу при впадении реки Моржовки в реку Венёвку (Веневу) и имела форму неправильного треугольника. Длина срубных стен, состоявших из 65 городен, составляла 385,5 м. У крепости была одна трёхъярусная башня, вооружённая тремя пищалями и двое ворот. В крепости находилась церковь Параскевы Пятницы, воеводский двор, стрелецкие избы и хозяйственные постройки. Гарнизон в конце XVI века состоял из 50 стрельцов. К северо-западу от кремля находился посад, к востоку и юго-востоку Пушкарская и Стрелецкая слободы. Посад был окружён тремя или четырьмя рядами надолбов, которые в 1594 году были заменены на острожную стену. В конце XVII века Венёвская крепость имела дубовую рубленую стену с одной проездной и шестью глухими башнями.

## История
Упоминание Венёва в «Списке русских городов дальних и ближних» в группе рязанских городов относит существование его первых укреплений, как минимум, к XIV веку. В XV веке Венёв был выкуплен великим князем московским Василием II Тёмным. Основателем новой крепости в 1560-х годах, носившей первое время название Городенеск, являлся Иван Васильевич Большой Шереметев. После его опалы крепость была пожалована князю Ивану Фёдоровичу Мстиславскому, а в дальнейшем перешла во владение казны. В 1606 году в Венёвской крепости заперлись участники восстания Болотникова, где их осадило царское войско во главе с князем Андреем Хилковым. Оно не смогло взять крепость и было разгромлено в битве под Венёвом подошедшим повстанческим войском во главе с Андреем Андреевичем Телятевским. В 1633 году во время Смоленской войны Венёвская крепость была атакована крымскими татарами. Не сумевшие взять кремль воины царевича Мубарек Герая разорили прилегающий окольный город. В дальнейшем крепость была восстановлена, однако к началу XVIII века Венёв полностью потерял военное значение, крепость обветшала, а затем сгорела от пожара в 1730 году. Рвы и валы были скопаны в ходе перепланировки города в конце XVIII века. В наше время на месте бывшего кремля находится Воскресенский собор, на месте окольного города — Красная площадь.